# Щавниця (гміна)
Гміна Щавниця (пол. Gmina Szczawnica) — місько-сільська гміна у південній Польщі. Належить до Новотарського повіту Малопольського воєводства.

## Історія
1 серпня 1934 р. було створено об'єднану гміну Щавниця Вижна у Горлицькому повіті. До неї увійшли сільські громади: Біла Вода, Чорна Вода, Шляхтова, Явірки, Щавниця Нижна, Щавниця Вижна.
На території гміни знаходяться чотири найзахідніших лемківські села — Біла Вода, Чорна Вода, Шляхтова і Явірки, у яких до виселення більшості лемків у 1945 році в СРСР були церкви греко-католицьких парафій Мушинського деканату, з 2250 мешканців — 2155 українців, 80 поляків і 15 євреїв). З метою етноциду українців ПНР здійснила виселення частини українського населення в 1945 році та депортацію решти в 1950 році («забутих» у цих селах при проведенні акції «Вісла» в 1947 році) на понімецькі землі Польщі.
1 січня 2008 року статус гміни змінено з міської на місько-сільську.

## Адміністративний поділ
- місто: Щавниця
- села:  Шляхтова, Явірки
- колишні села Біла Вода і Чорна Вода є частинами села Явірки

Станом на 31 грудня 2011 у гміні проживало 7433 особи.

## Площа
Згідно з даними за 2007 рік площа гміни становила 87.89 км², у тому числі:
- орні землі: 32.00%
- ліси: 63.00%

Таким чином, площа гміни становить 5.96% площі повіту.

## Населення
Станом на 31 грудня 2011:
| Опис     | Загалом | Загалом | Чоловіки | Чоловіки | Жінки | Жінки |
| -------- | ------- | ------- | -------- | -------- | ----- | ----- |
| одиниця  | осіб    | %       | осіб     | %        | осіб  | %     |
| все      | 7433    | 100     | 3602     | 48.46    | 3831  | 51.54 |
| міське   | 5960    | 100     | 2865     | 48.07    | 3095  | 51.93 |
| сільське | 1473    | 100     | 737      | 50.03    | 736   | 49.97 |

## Сусідні гміни
Гміна Щавниця межує з такими гмінами: Кросьценко-над-Дунайцем, Лонцько, Північна-Здруй, Ритро, Старий Сонч.
Гміна також межує зі Словаччиною.